# Storbritannien i olympiska sommarspelen 1900
Storbritannien deltog med 102 deltagare vid de olympiska sommarspelen 1900 i Paris. Totalt vann de trettio medaljer och slutade på tredje plats i medaljligan. Utöver de medaljörer som listas nedan så vann brittiska deltagare totalt ytterligare nio medaljer i lag tillsammans med deltagare från andra länder och dessa medaljer räknas idag till kombinationslag.

## Medaljer

### Guld
- C. B. K. Beachcroft, Arthur Birkett, Alfred Bowerman, George Buckley, Francis Burchell, Frederick Christian, Harry Corner, Frederick Cuming, William Donne, Alfred Powlesland, John Symes och Montagu Toller - Cricket
- John H. Jones, Claude Buckenham, William Gosling, Alfred Chalk, T. E. Burridge, William Quash, Arthur Turner, F. G. Spackman, J. Nicholas, James Zealley och A. Haslam - Fotboll
- Charles Bennett - Friidrott, 1500 m
- John Rimmer - Friidrott, 4000 m hinder
- Alfred Tysoe - Friidrott, 800 m
- Lorne Currie, John Gretton, Linton Hope och Algernon Maudsley - Segling, ½ - 1 ton bana 1
- Lorne Currie, John Gretton, Linton Hope och Algernon Maudsley - Segling, öppen klass
- Edward Hore, H. N. Jefferson och J. Howard Taylor - Segling, 3 - 10 ton bana 2
- John Jarvis - Simning, 1000 m frisim
- John Jarvis - Simning, 4000 m frisim
- Charlotte Cooper - Tennis, singel
- Lawrence Doherty - Tennis, singel
- Lawrence Doherty och Reginald Doherty - Tennis, dubbel
- Reginald Doherty och Charlotte Cooper - Tennis, mixeddubbel
- Thomas Coe, John Henry Derbyshire, Peter Kemp, William Lister, Arthur G. Robertson, Eric Robinson och George Wilkinson - Vattenpolo

### Silver
- Charles Bennett - Friidrott, 4000 m hinder
- Sidney Robinson - Friidrott, 2500 m hinder
- Patrick Leahy - Friidrott, höjdhopp
- Walter Rutherford - Golf
- F. C. Bayliss, J. Henry Birtles, James Cantion, Arthur Darby, Clement Deykin, L. Hood, M. L. Logan, H. A. Loveitt, Herbert Nicol, V. Smith, M. W. Talbot, Joseph Wallis, Claude Whittindale, Raymond Whittindale och Francis Wilson - Rugby union
- Harold Mahony - Tennis, singel

### Brons
- Patrick Leahy - Friidrott, längdhopp
- Sidney Robinson - Friidrott, 4000 m hinder
- David Donaldson Robertson - Golf
- George Saint Ashe - Rodd, singelsculler
- Edward Hore - Segling, 10 - 20 ton
- Peter Kemp - Simning, 200 m hindersimning
- Reginald Doherty - Tennis, singel
- Arthur Norris - Tennis, singel
- Harold Mahony och Arthur Norris - Tennis, dubbel